# Деев, Алексей Петрович
Алексе́й Петро́вич Де́ев (1786 — не ранее 1853) — русский архитектор и инженер.

## Биография
Родился в семье солдата.
Окончил 2-й кадетский инженерно-артиллерийский корпус (1809). Участник русско-турецкой войны 1810 года.
Губернский архитектор Томска (1817—1826). Участник Сибирской ревизии М. М. Сперанского.
В 1826 году отъезжал в Петербург, сотрудничал в Казенной палате, но возвратился в Томск. С 1826 года — советник при Томском губернском правлении, с 1837 года в отставке и занимался частной практикой. Пользовался уважением и покровительством известного томского горожанина И. Д. Асташева.
Возводил Троицкий кафедральный собор в Томске. В связи с катастрофой на строительстве (обрушение главного купола 26 июля (7 августа) 1850 года) отошёл от дел.
По некоторым сведениям уехал в Петербург и там умер от холеры.

## Известные постройки

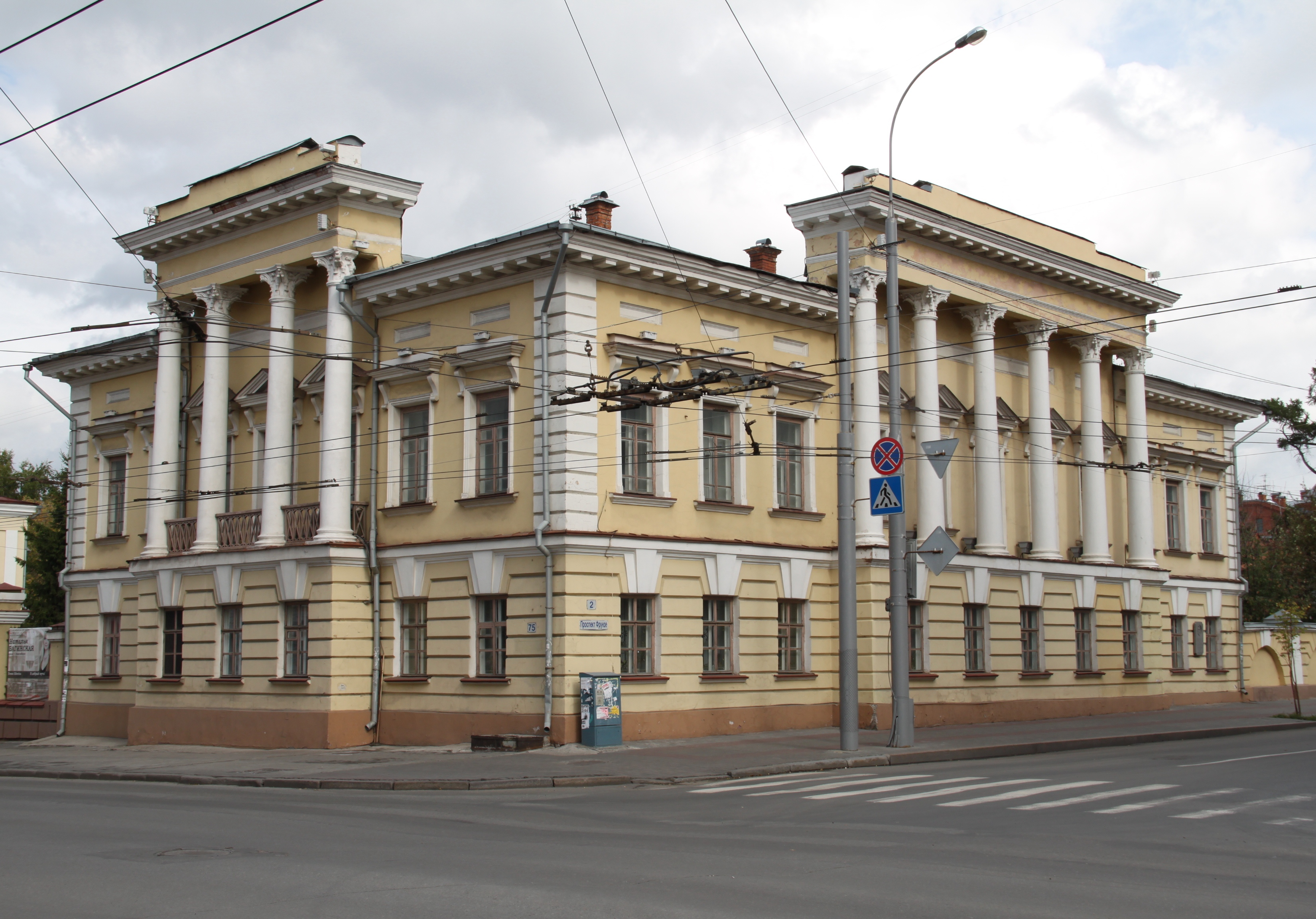
Особняк И. Д. Асташева

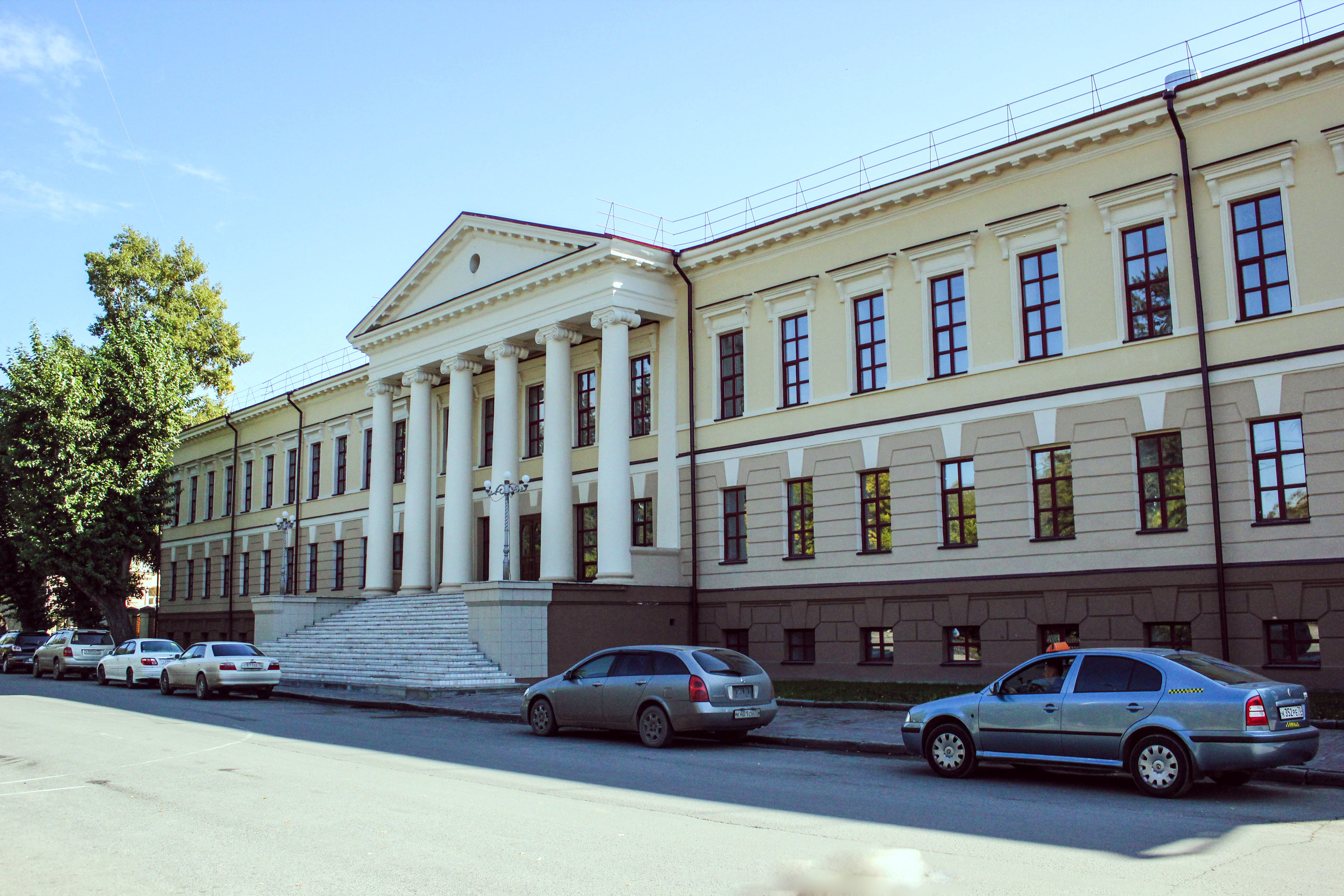
Проект здания присутственных мест в Томске

- Проект здания присутственных мест в Томске (1820)
- Особняк И. Д. Асташева (1838—1842)
- Троицкий кафедральный собор в Томске (1845—1850, до обрушения купола)